# Франческо Сальвіаті
Франческо Сальвіаті  (італ. Francesco Salviati, справжнє ім'я Франческо де Россі, 1510, Флоренція — 1563, Рим) — італійський художник доби маньєризму. Малював фрески, релігійні картини, створював декоративні стінописи та портрети. Був серед найкращих портретистів доби. Робив картони для гобеленів, мініатюри, займався театрально-декораційним мистецтвом.

## Ранні роки і навчання

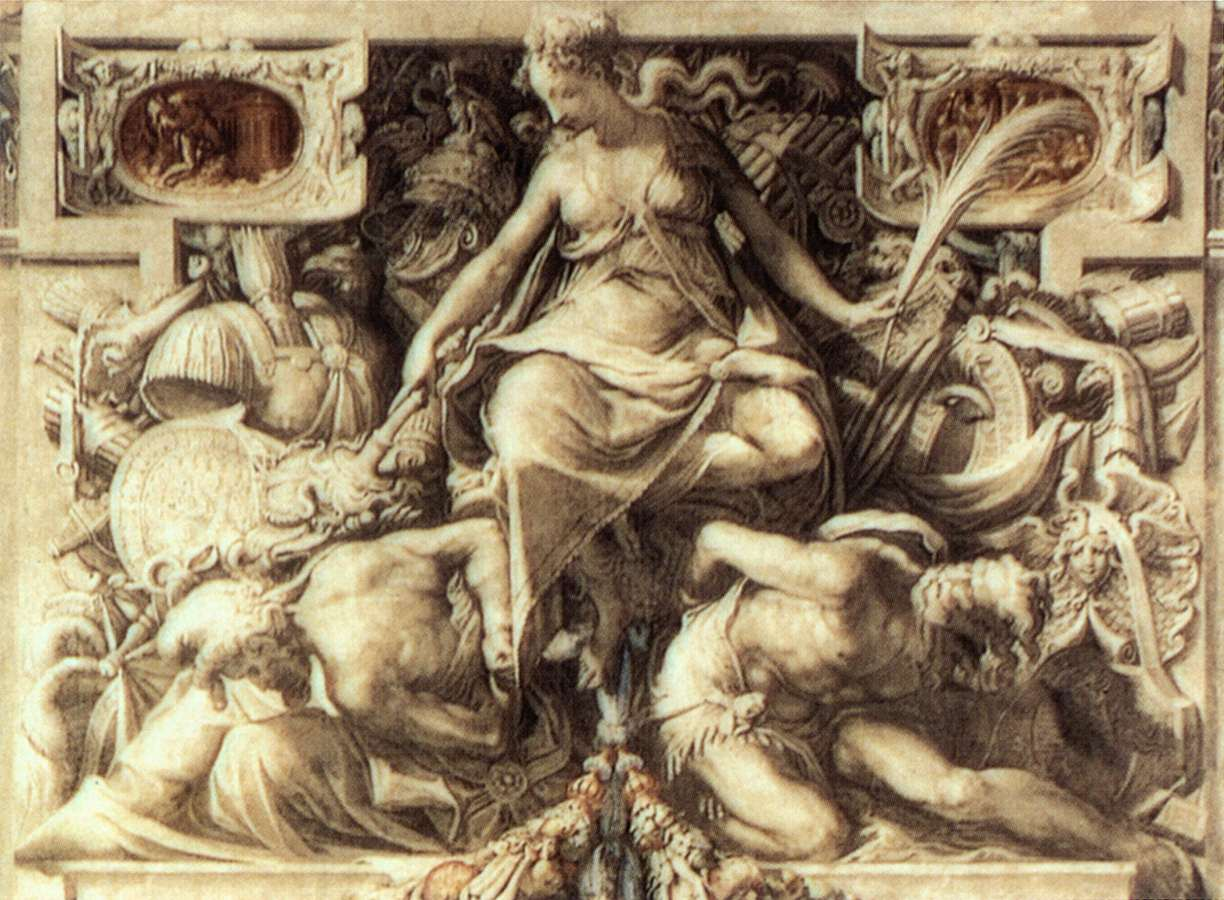
Алегорія Миру, малюнок Сальвіаті

Походить з родини ремісника, батько був ткачем. Художнє навчання почав у Флоренції у художника Джуліано Буджардіні (1475—1577), від якого перейшов у майстерню Баччо Бандінеллі. Бандінеллі, сам чудовий малювальник-графік, прищепив учню пристрасть до віртуозного малювання, про що свідчать збережені малюнки Франческо Сальвіаті. Художник довго удосконалював свою майстерність, трохи поступаючись в майстерності лише віртуозу Парміджаніно, твори якого вивчав в часи свого перебування в Емілії у 1540 році.
Художнє навчання завершив в майстерні Андреа дель Сарто.

## Доба зрілості

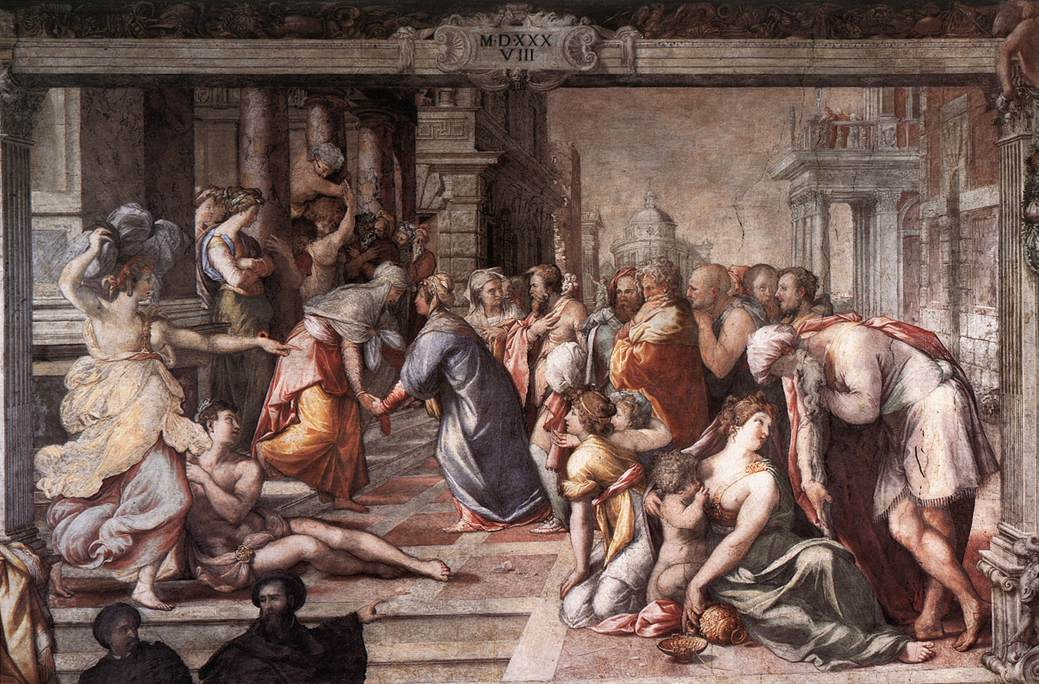
Фреска ораторії Сан Джованні Деколато, Рим

Як художник мав популярність і працював в різних містах Італії, серед яких Флоренція, Болонья, Венеція, Рим. Деякий час працював в Парижі.
Меценатом художника став кардинал Джованні Сальвіаті. Простий за походженням художник в подяку за покровительсто та захист узяв собі прізвище патрона.
Роками підтримував дружні стосунки з Джорджо Вазарі, з яким виконав декілька замов у співпраці.
Помер у Римі у 1563 р.

## Портрети

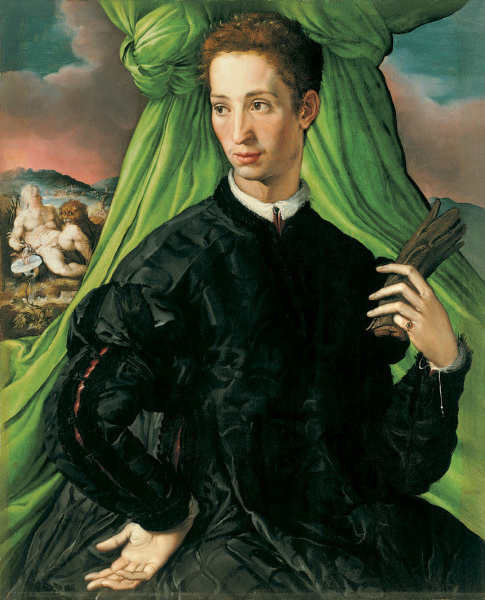
«Портрет аристократа з Флоренції», Сент Луїс, Міссурі, США
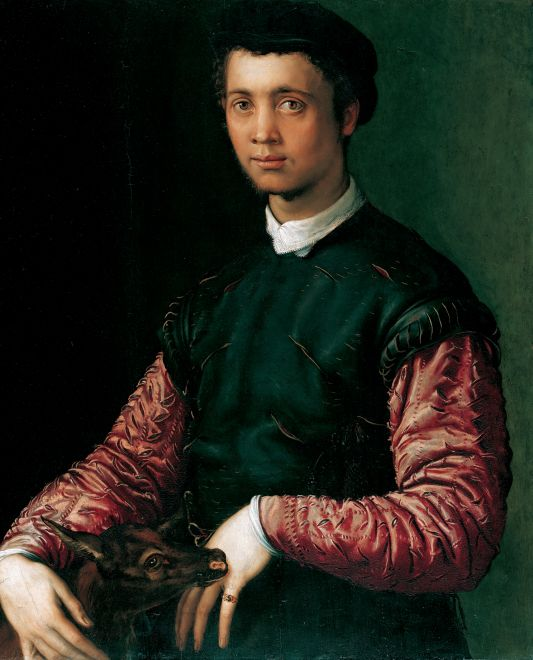
«Юнак з антилопою», Вадуц
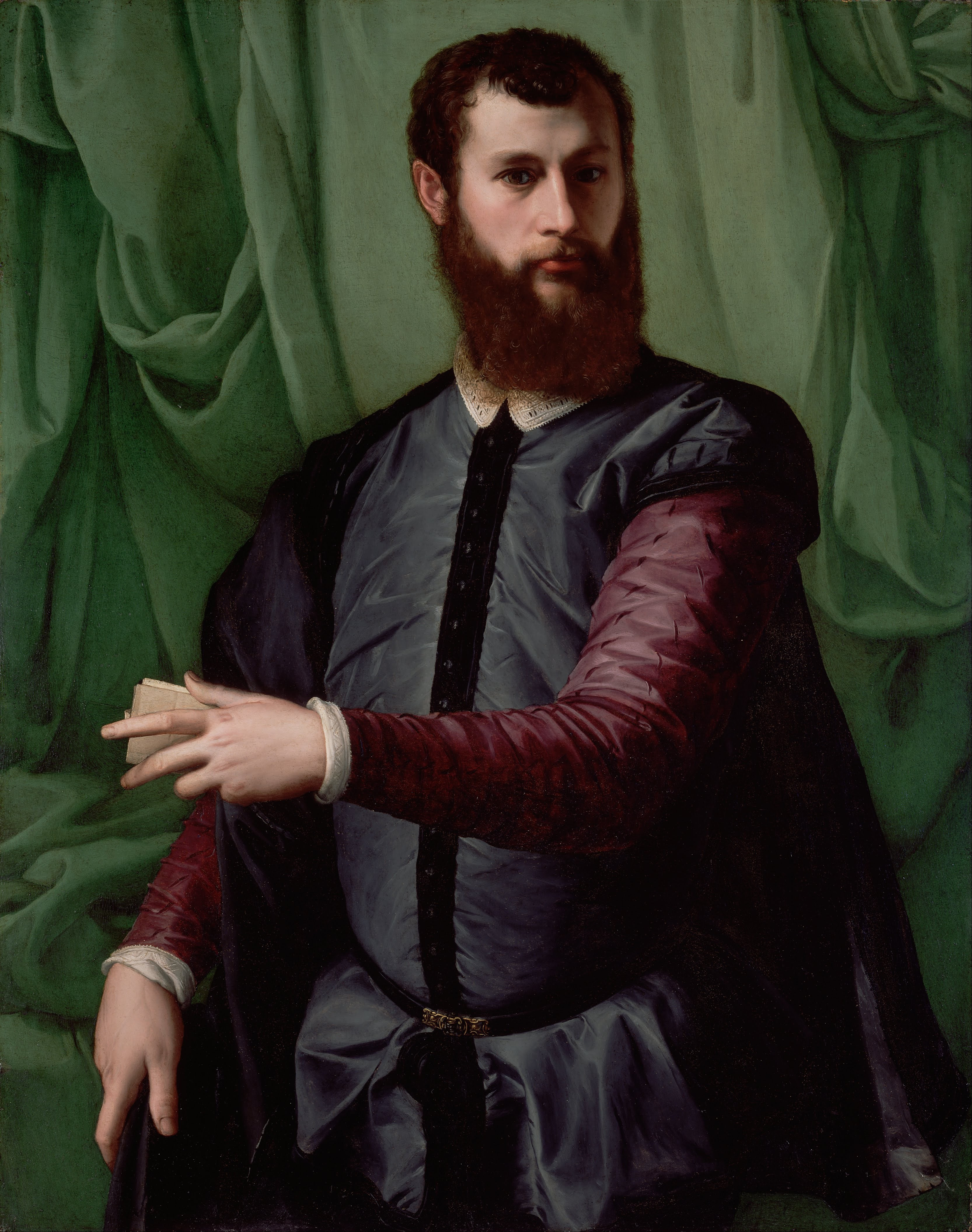
«Портрет невідомого», музей Гетті, США
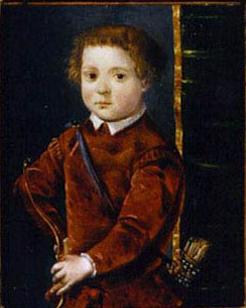
«Портрет Козімо Медічі дитиною»

## Майстер фресок

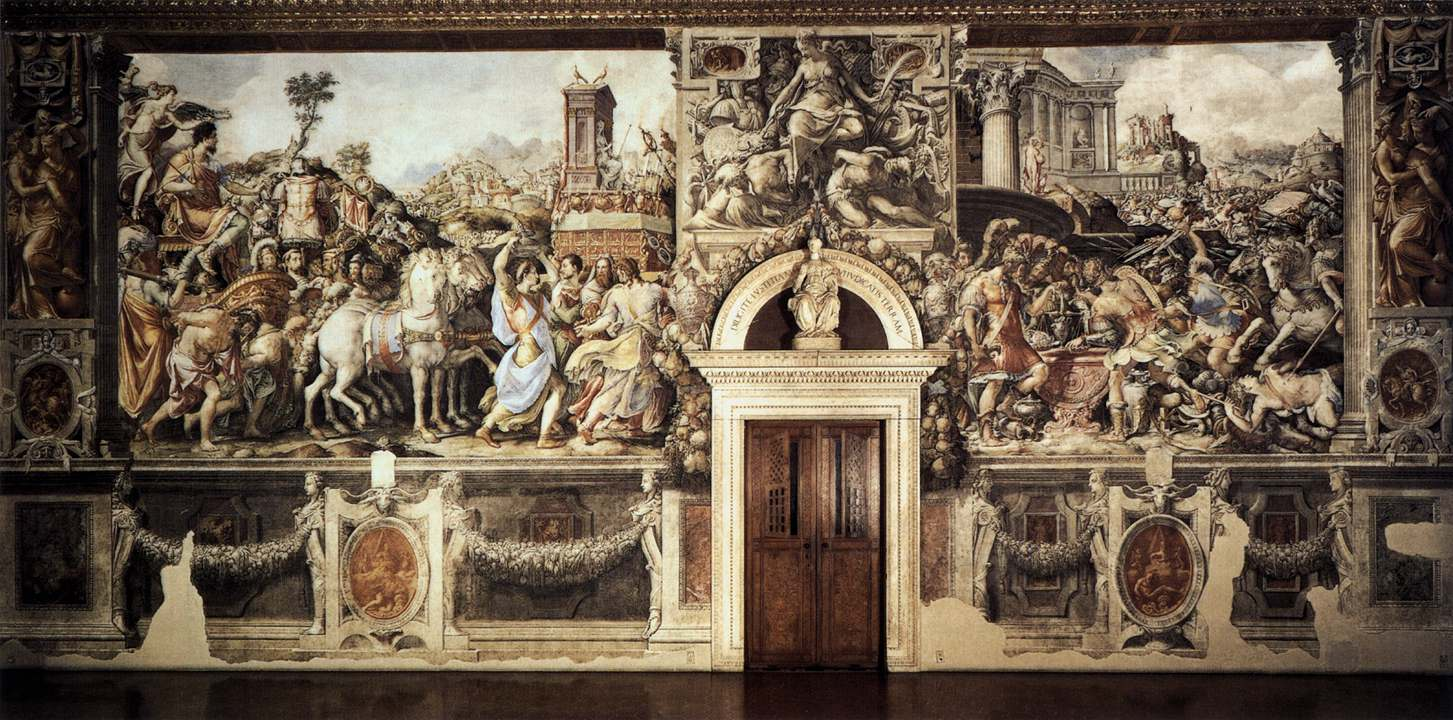
Фреска в палаццо Веккіо, Флоренція.

Як і більшість італійських художників, Франческо Сальвіаті був майстром фрескового живопису. Чільне місце в його творчому надбанні посіли саме фрески. Це і декоративні композиції на стелі, і на стінах. Найзначніший цикл був створений в палаці Веккіо, який обрав своєю резиденцією великий князь Козімо І Медичі. Сальвіаті працював в кімнаті, яку Джорджо Вазарі називав вітальнею навпроти каплиці. Стародавнє, ще середньовічне приміщення мало прийняти фрески зовсім іншої доби і іншої стилістики. Симетрії композицій, котру так вітали майстри Відродження і маньєризму, заважали портали, вікна, що виходили на площу і що були розташовані на різному рівні. Сальвіаті, що значно відрізнявся від колег майстерністю композицій, вдало обіграв ці перешкоди, включивши навіть їх в майбутні композиції. Він розділив стіни на два рівні, віддавши низ декоративним розписам-імітаціям з рельєфами, гермами і гірляндами. Вони утворювали своєрідний п'єдестал для пілонів. А проміжки між пілонами використав для сцен з життєпису Фурія Камілла, що були алегоріями правління Козімо І Медичі. Серед цих сцен — тріумфальна хода Фурія Камілла колісницею у супроводі полонених і вояків з військовими трофеями, а поряд (через мармуровий портал)- сцену перемоги вояків Фурія Камілла над галлами. Все це з зображенням архітектурних споруд, пишних візерунків, пейзажів, насичених фігурами в різних ракурсах, старожитностями і посудом, рельєфами, частка яких з майстерно відтвореним золоченням. Постраждалі від часу в нижніх ділянках, фрески палаццо Веккіо дійшли до нашого часу, ставши експонатами музею.

## Вибрані твори

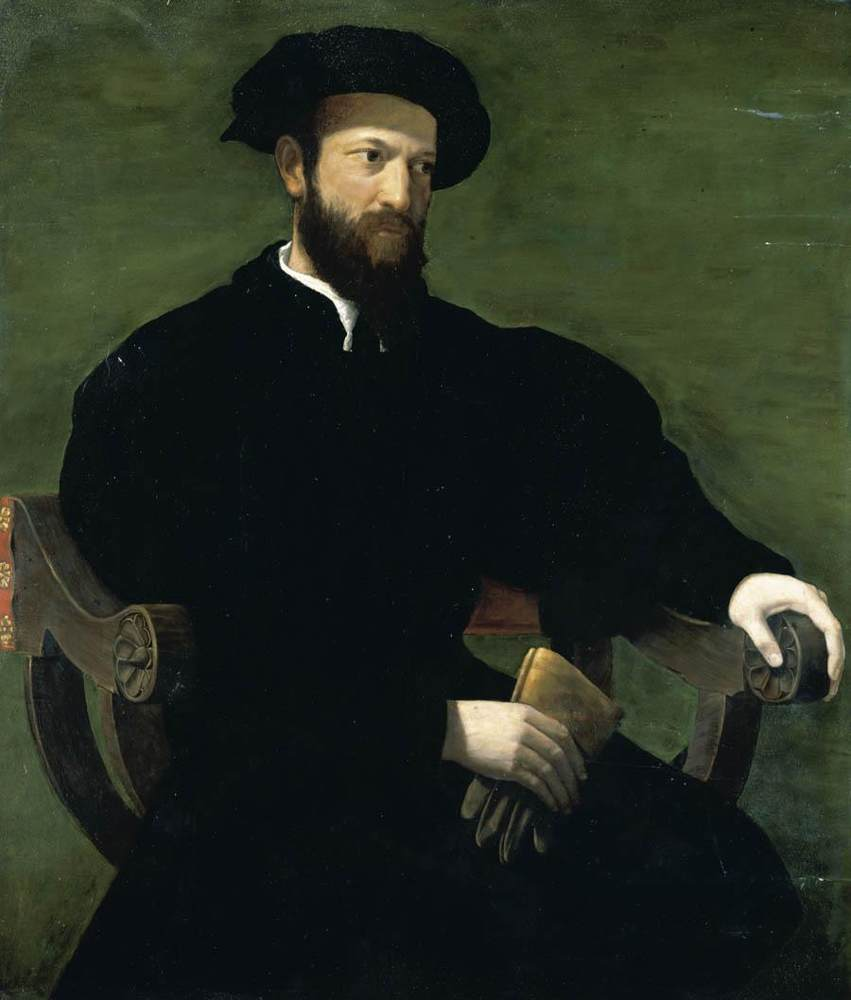
Портрет невідомого в кріслі, приватна збірка

- фрески, палаццо Веккіо, зала аудієнцій, Флоренція
- фрески, палаццо Сальвіаті, Рим
- фрески, палаццо Канчеллерія, каплиця мантії, Рим
- фрески, палаццо Річчі-Саккетті
- фрески, палаццо Фарнезе
- фрески, замок Святого Янгола, рим
- Милосердя, Уффіці, Флоренція
- портрет невідомого пана, Лос-Анжелес, музей Гетті
- Переконання апостола Фоми, Лувр
- Христос воскрешає померлого Лазаря, палаццо Колонна, Рим
- Коронація богородиці, Пінакотека, Ватикан
- П'єта, Брера, Мілан
- портрет невідомого в кріслі, приватна збірка
- портрет невідомого, Гонолулу, академія мистецтв
- портрет невідомої пані
- портрет аристократа з Флоренції, Сент Луїс, Міссурі, США
- портрет священика, Музей образотворчих мистецтв імені Пушкіна, Москва
- юнак з антилопою, Вадуц
- портрет Козімо Медічі дитиною